# 아치 브래들리
아치 N. 브래들리(Archie N. Bradley, 1992년 8월 10일 ~ )는 미국의 야구 선수로, 메이저 리그에 소속되어 있는 필라델피아 필리스의 투수이다.